# 8º Gruppo volo
L'8º Gruppo volo è un reparto operativo dell'Aeronautica Militare Italiana, inquadrato nel 14º Stormo Sergio Sartof.

## Storia

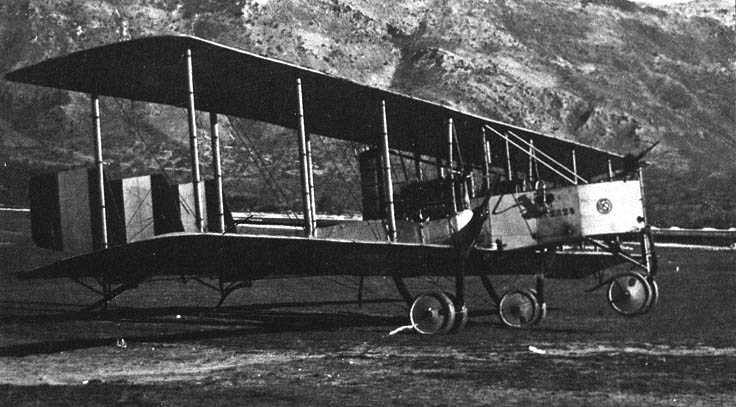
Velivolo dell'11ª Squadriglia da bombardamento Caproni, 8º Gruppo

### Prima Guerra Mondiale
L'VIII Gruppo nasce il 9 dicembre 1916 con sede a Krionero (a 4 km da Valona), per la Campagna di Albania, ne fanno parte l'11ª Squadriglia da bombardamento Caproni, la 34ª Squadriglia Farman e una sezione di caccia Nieuport. 
Era comandato dal Maggiore Egidio Carta che nell'agosto 1917 cede al Capitano Leopoldo De Rada.
Il 23 settembre la Sezione da caccia diventa 85ª Squadriglia Nieuport ed in novembre la 34ª si scioglie sostituita dalla 116ª Squadriglia SAML.
Combatté durante la prima guerra mondiale assegnato al servizio del XVI Corpo d'Armata impegnato in Albania ed il 16 gennaio 1918 il comando passa al Cap. Ernesto Pellegrino.
Il 16 giugno il comando interinale passa al Cap. Alberto Livi che il 3 agosto muore su un Sopwith Camel inglese caduto in mare e l'interinale passa al Cap. Mario Alberto Ponis fino all'arrivo del Magg. Aurelio Liotta il 27 agosto. 
In settembre viene distaccata a Durazzo una sezione di caccia e 2 Pomilio PE.
Il Gruppo effettuò oltre 800 missioni di guerra, lanciando oltre 100 tonnellate di bombe e prendendo parte ad 80 combattimenti aerei. Al termine del conflitto il personale che aveva militato tra le sue file si era meritato una Medaglia d'oro al valor militare, dodici d'argento e 19 di bronzo.
Nella primavera 1919 ha ancora l'11ª, la 85ª è a Peshkopi, la 116ª SAML ed una sezione Ansaldo S.V.A. a Valona ed una sezione di PE ed Hanriot HD.1 a Durazzo.
Dopo la fine della guerra il gruppo fu adibito anche al servizio postale tra Valona e varie località dell'Albania ed il 10 ottobre 1919 si chiudono l'85ª Squadriglia caccia e la 116ª Ricognizione che restano con una sezione di entrambe che vanno a Valona con gli SVA come Squadriglia Mista.
Passato poi il comando al Cap. osservatore Pasquale Mento sostituito poi dal Cap. osservatore Claudio Coraglia venne impiegato anche contro gli insorti albanesi fino al luglio 1920, dopodiché tornò in Italia al termine del Protettorato italiano dell'Albania.

Insegna dell'8º Gruppo durante la seconda guerra mondiale

### La Regia Aeronautica
Il 25 dicembre 1925 l'8º Gruppo, costituito dalla 92ª, 93ª, 94ª e 95ª Squadriglia da caccia e basato a Mirafiori su Nieuport 29 ed Ansaldo AC.2, entra a far parte del 2º Stormo della Regia Aeronautica.
Il 15 gennaio 1931 il Gruppo perde la 95ª Squadriglia.

### Rischieramento in Nord Africa
Nel giugno 1934 iniziava il passaggio sui Fiat C.R.30, con i quali, nel settembre 1935 per la Guerra d'Etiopia, si arrivava al trasferimento del Gruppo sull'aeroporto di El-Adem (poi Base aerea Gamal Abd el-Nasser) in Cirenaica per vigilare sul confine con l'Egitto. 
Nel dicembre successivo andava all'Aeroporto di Berca.
Nel 1938 viene riequipaggiato con aerei da assalto Ba.65, ma nella primavera del 1939 ritorna nuovamente alla specialità della caccia, ricevendo dei Fiat C.R.32.

Il 9 agosto 1939 va a Castel Benito nell'Aeroporto di Tripoli.

### Seconda Guerra Mondiale
Nel 1940, quando fu mobilitato, l'8º Gruppo, ancora sui CR 32, andava all'Aeroporto di Tobruch con le sue Squadriglie nella Tripolitania italiana, poco prima dell'entrata in guerra dell'Italia il gruppo era a Tobruk nella 14ª Brigata Aerea Rex dell'Aeronautica della Libia - Est comandato dal Magg. Vincenzo La Carrubba con la 92ª (10 Fiat C.R.42), 93ª (5 CR 32, 4 CR 42) e 94ª Squadriglia (9 CR 32) e qui, a partire già dall'11 giugno, effettua intensa attività di volo per contrastare le incursioni delle forze aeree britanniche o per effettuare azione di interdizione contro colonne di mezzi britannici.
L'11 giugno 1940 una formazione di Bristol Blenheim e Gloster Gladiator inglesi attaccava il campo T3 di Tobruk, ma i lenti caccia del Gruppo non riuscirono a raggiungerli. Nello stesso mese il reparto operò ottenendo dei successi (9 Blenheim abbattuti, un idro Short S.25 Sunderland e 3 Gladiator). Alla fine di giugno il reparto cedeva i rimanenti CR 32 e il 1º luglio riceveva altri Fiat C.R.42.
Il 4 luglio nove C.R.42 decollati da Menastir furono sorpresi da 6 Gloster Gladiator che attaccarono con il favore della quota. Sfruttando la loro maggiore velocità a bassa quota i caccia inglesi scompaginarono la formazione italiana, composta in quel momento da cinque caccia, di cui dopo un breve combattimento 3 furono abbattuti o si dispersero. Dei cinque aerei italiani quello del capitano Franco Lavelli fu abbattuto, così come quelli del sottotenente Nunzio De Fraia e del sergente maggiore Trento Cecchi (tutti della 94ª Squadriglia), mentre il tenente Domenico Bevilacqua (dalla 93ª Squadriglia) riuscì a sottrarsi al combattimento con le armi inceppate.
Rimasto solo il sergente maggiore Agostino Fausti (trasferito temporaneamente alla 93ª Squadriglia) impegnò un breve combattimento con i sei caccia inglesi, riuscendo a danneggiarne due, ma il suo aereo fu poi colpito precipitando in fiamme con la morte del pilota.
Dopo il 4 settembre il Gruppo va ad Uadi Tamet (ad ovest di Sirte) ed a Monaster.
Nel dicembre 1940 inizia il rimpatrio in Italia per essere riequipaggiato e per riorganizzarsi, fornito sia di C.R.42 che di Macchi M.C.200 effettua servizio di pattuglia nei cieli delle città industriali del nord Italia. 
Durante l'offensiva finale dell'aprile 1941, nell'ambito della Campagna italiana di Grecia, il gruppo si sposta con 27 MC 200 sull'Aeroporto di Manduria.
Nel mese di luglio arriva alla 92ª Costantino Petrosellini.
Il 25 novembre 1941 il Gruppo tornava in Africa Settentrionale Italiana, prima al campo K3 dell'Aeroporto di Benina poi, arretrato a El Nufilia (circa 20 km ad ovest di Ben Giauad nel Distretto di Sirte), equipaggiato con gli M.C.200 effettua azioni di scorta o di interdizione e coprendo l'avanzata delle truppe di terra nel maggio 1942 quando era ad Abu Haggag (Fuka) all'Aeroporto militare di Sidi Haneish. 
Il capitano Mario D'Agostini comandante della 93ª Squadriglia rimase ucciso in combattimento durante l'attacco a Tobruk il 15 giugno 1942.
In Africa settentrionale prese parte alla battaglia per la riconquista di Tobruk, alla seconda battaglia della Sirte, all'Operazione Daffodil, alla battaglia di El Alamein ed agli scontri di Sidi El Barrani e Sollum durante le fasi della ritirata italo-tedesca verso la Tunisia.
Alle 07.30 del 14 settembre 1942 5 cacciabombardieri italiani Mc. 200 dell’8º Gruppo Assalto, decollati da Abu Aggag al comando del Cap. Vincenzo Sansone per compiere una ricognizione armata a nord di Ras Kenays, attaccarono 3 motosiluranti, in lat. 32° 30' N, long. 27° 55' N. I piloti sganciarono in picchiata 10 bombe da 50 kg sparando 3.730 colpi con le mitragliatrici calibro 12,7, constatando che le 3 navi erano state colpite ed una di esse si era incendiata. Si trattava della Motor Torpedo Boat MTB 310, del ten. vasc. Stewart Lane, che rimase bloccata, per poi ricevere, il colpo definitivo dagli aerei tedeschi.
Petrosellini ottenne la sua prima vittoria in un combattimento aereo il 26 ottobre 1942 nei pressi di Tobruk, in Libia, ai danni di un Martin Maryland della Royal Air Force che stava effettuando una ricognizione fotografica. Danneggiato il velivolo egli si affiancò al pilota neozelandese dopo che quest'ultimo aveva dato segno di resa "sbattendo" le ali, ed invitandolo ad atterrare, ma il mitragliere di coda dell'aereo aprì il fuoco contro di lui. Con un secondo, deciso attacco, lo abbatté. 
La seconda "vittima" di Petrosellini (il 1º dicembre 1942) fu un caccia Curtiss P-40 Kittyhawk che lo aveva appena attaccato mentre mitragliava una colonna motorizzata britannica. Grazie alla maneggevolezza del suo C.200 e alla sua abilità di pilota, riuscì a superare in virata il pilota britannico e ad abbatterlo sul mare.
Verso la fine dell'anno, rimasto ormai con soli tre aerei operativi, ritorna nuovamente in Italia.
Nel 1943 il gruppo è, con base a Sarzana, impiegato nella difesa dei cieli italiani della Liguria e della Toscana e della protezione delle Forze Navali da Battaglia (FF.NN.BB.) di stanza a La Spezia nel 1ª Squadra aerea con la 92ª (6 MC 200), 93ª (6 MC 200) e 94ª Squadriglia (5 MC 200) e dal mese di maggio arriva il Sottotenente Giuseppe Pesce.
Il 21 giugno 1943, mentre Petrosellini era di pattuglia sulla base militare navale di La Spezia, fu inviato dagli operatori della "guida-caccia" a sud di Livorno per contrastare un attacco nemico a navi italiane. Avvistati due cacciabombardieri Bristol Beaufighter della R.A.F., li attaccò a pelo d'acqua, abbattendone uno e costringendo l'altro alla fuga. 
Il 28 giugno 1943Giuseppe Pesce assieme al Ten. Petrosellini ed al Cap. Orfeo Cecchet contribuisce all'abbattimento di un bimotore alleato, tra Livorno e la Corsica (fonti inglesi confermano la perdita in zona di un B 26 Marauder della RAF).
Il 28 luglio, nei pressi di Pisa, Petrosellini intercettò un bombardiere leggero Martin Baltimore inglese, e dopo un lungo inseguimento riuscì ad abbatterlo.
Il 13 agosto diventa gruppo Autonomo per lo scioglimento del 2º Stormo ed al momento dell'armistizio si trovava all'Aeroporto di Latina con l'ordine di contrastare lo Sbarco di Salerno con 22 MC 200 poi a Castiglione del Lago. 
Il 3 settembre Petrosellini ottenne la sua quinta ed ultima vittoria. In volo su La Spezia, alla quota di 7 500 metri, intercettò uno stormo di 24 Boeing B-17 Flying Fortress e con due attacchi in verticale, uno in picchiata e uno in cabrata, abbatté uno dei quadrimotori. 
Fu questa la sua vittoria aerea più significativa, non soltanto perché una delle ultime ottenute dalla Regia Aeronautica, ma quasi certamente l'ultima per il caccia C.200.
L'8 Settembre il Gruppo fu dislocato a Littoria (Latina) per partecipare alla prevista battaglia aeronavale di contrasto allo sbarco alleato, ma l'azione fu annullata all'ultimo momento.
Il 10 settembre si venne a sapere che Sarzana, sede del gruppo, era in mani tedesche. Il Comandante Maggiore Mario Bacich con il supporto di 3 aerei da trasporto spostava quindi il gruppo sull'Aeroporto di Decimomannu.
Il 13 settembre va in Sicilia sulla Base aerea di Sciacca per adempiere all'armistizio. Il 16 settembre lo Stormo va sul campo di Agrigento. Infine i velivoli vennero consegnati sulla base americana di Korba (Tunisia) il 22 settembre.
Il 1º ottobre va all'Aeroporto di Lecce-Galatina. Nella primavera del 1944, dopo che il reparto era in Sardegna a Capoterra, su ordine del Ten. Col. Fanali, comandante del raggruppamento caccia, 11 MC 200, 2 CR 42 ed un Fiat G.50 va ai primi di giugno a Leverano, senza la 94ª Squadriglia che si era sciolta prima di partire, nel 5º Stormo dell'Aeronautica cobelligerante svolgendo la prima azione di guerra dal campo di Nuova Cliternia l'11 luglio con i Macchi M.C.202 ricevuti dal 21º Gruppo, colpendo un treno blindato tedesco in Kosovo nei Balcani. 
Poi ancora da Lecce il gruppo con gli MC 202 operò su vari obiettivi in territorio balcanico, da Scutari a Tirana, Durazzo, ecc., combattendo fino alla metà di dicembre dedicandosi poi all'attività addestrativa fino termine della guerra (5 maggio 1945).

### Il dopoguerra
Nell'aprile del 1946 il Gruppo basato a Galatina usava alcuni Macchi M.C.205V, ricevuti nell'aprile 1945 dal 51º Stormo, prima di ricevere alcuni Supermarine Spitfire nei primi mesi del 1948 quando si era spostato all'Aeroporto di Bergamo-Orio al Serio dall'aprile 1947.
Con la fine del conflitto il gruppo venne riequipaggiato con 22 P-51 Mustang. In data 13 dicembre 1950 viene ricostituito il 2º Stormo usando proprio l'8º Gruppo che il 1º gennaio 1951 usciva dal 5º Stormo andando sull'Aeroporto di Vicenza con la 92ª e la 93ª Squadriglia.
Dal marzo 1955 gli vengono forniti i nuovi de Havilland DH.100 Vampire e si rischierò sull'Aeroporto di Brescia-Montichiari.
Il 2º Stormo si trasformava in 2ª Aerobrigata, ufficializzando questa trasformazione il 1º luglio 1956.
Nell'ottobre 1956 passa sugli F-86, alla fine dell'anno la dotazione era completa con 26 aerei su cui, insieme a piloti di altri gruppi, costituisce la pattuglia acrobatica dei Lancieri Neri. Il 1º settembre 1962 l'8º viene però sciolto.

Il reparto, a seguito di una direttiva del Gen.S.A.Giuseppe Pesce, SottoCapo SMA,viene nuovamente ricostituito il 1º giugno 1976 all'Aeroporto di Pratica di Mare venendo assegnato alla nuova specialità Radio Misure, cosa che lo pone all'avanguardia nel campo dell'avionica. Passando su vari aerei, tra cui il C-47 e il PD-808 ed il G222 RM. Agli inizi degli anni 90 all'8 Gruppo, vengono assegnati 4 velivoli B 707 T/T con i quali il reparto inizia ad operare a livello nazionale ed internazionale nel campo del rifornimento in volo (novità assoluta per l'Aeronautica Militare Italiana) e nel trasporto aereo. In particolar modo viene utilizzato in numerose missioni operative di rifornimento in volo e trasporto umanitario quali Bosnia, Albania, Somalia, ex Jugoslavia, Mozambico, Timor Est, Iraq, solo per citarne alcune.
L'8º Gruppo volo è stato per anni anche addetto alla verifica dell'affidabilità di tutti i tipi di radioassistenza presenti nel territorio italiano utilizzando velivoli Alenia G.222RM, e PD 808 allo svolgimento di missioni di intelligence elettronica con il velivolo Alenia G.222VS tali specialità sono state cedute ai cugini del 71º Gruppo Volo agli inizi del nuovo millennio.
Attualmente all'8 Gruppo dal 2011 operano 4 nuovi Boeing KC-767A i quali hanno ricevuto il loro battesimo operativo in occasione della crisi in Libia.
Recentemente l'8 Gruppo con i velivoli KC-767A ha raggiunto il traguardo delle 25.000 ore di volo di cui 5.000 nei vari teatri operativi ed è
costantemente impiegato all'interno delle più importanti operazioni internazionali.

## Note

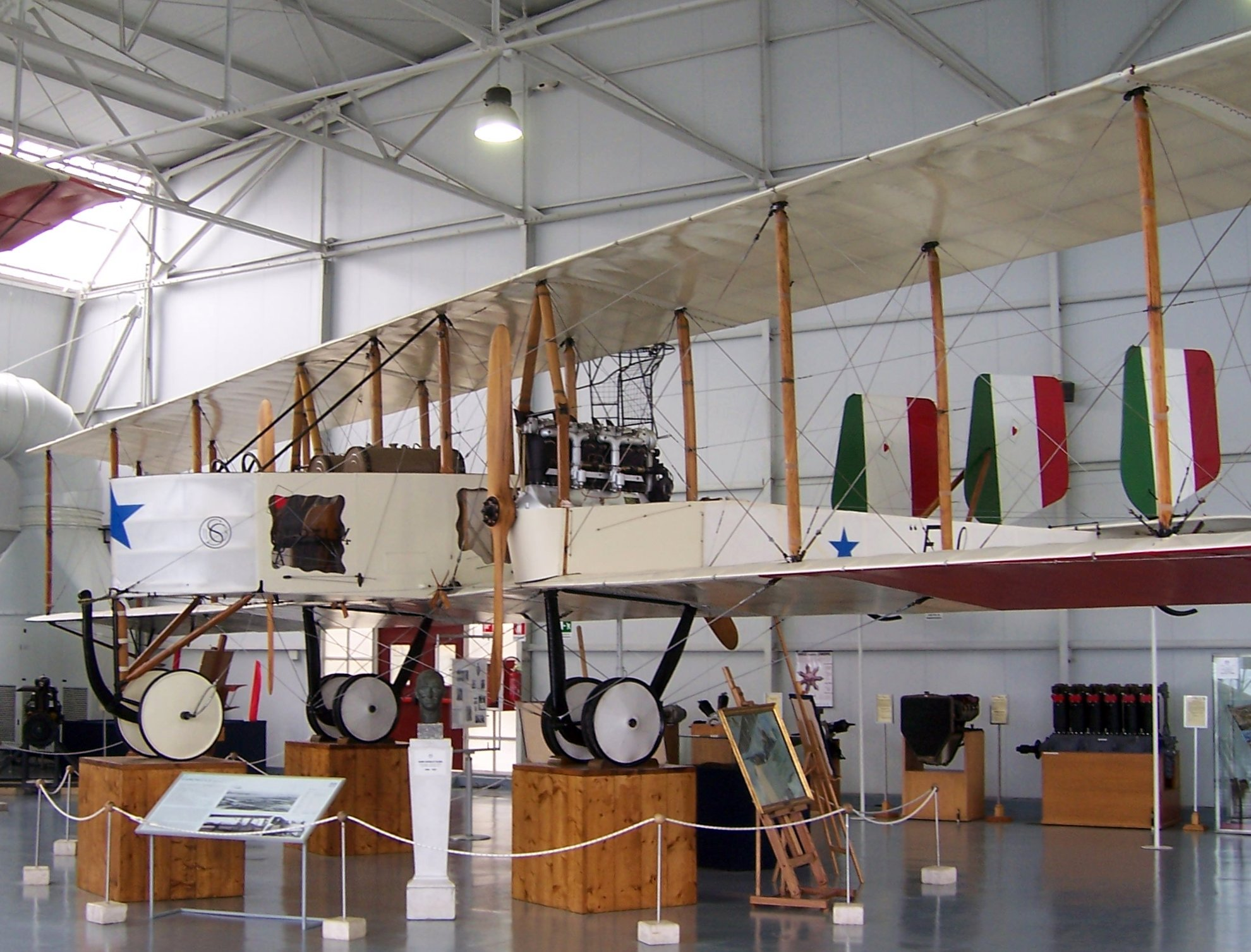
Il velivolo conservato al Museo dell'Aeronautica Militare con la livrea del Ca-4166 dell'11ª Squadriglia da bombardamento Caproni, 8º Gruppo.